# Liste des livres de Barbara Cartland
Liste des romans de Barbara Cartland traduits en français. Les codes ISBN sont donnés à titre indicatif. Les titres originaux entre parenthèses sont ceux fournis par l'éditeur, ils ne correspondent pas forcément à un livre édité en langue anglaise.
Deux livres "Les bonnes manières" et "Ma vie merveilleuse" écrits par Barbara Cartland ne sont pas des romans.
En 1986 une nouvelle de Barbara Cartland a été publiée dans le livre J'ai lu n°2000.

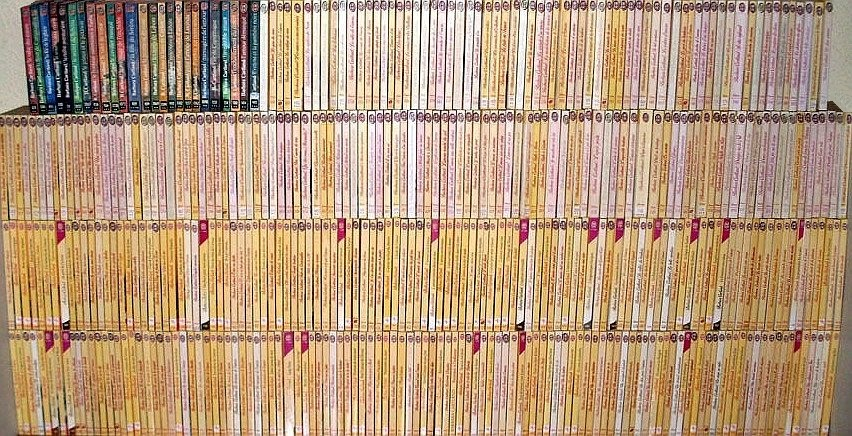
Les ouvrages en français de Barbara Cartland.

| Titre                              | Titre alternatif       | ISBN                                     | Titre original                                                         | Notes                                                           |
| ---------------------------------- | ---------------------- | ---------------------------------------- | ---------------------------------------------------------------------- | --------------------------------------------------------------- |
| 22 Nouvelles inédites              |                        | 9782869285057                            |                                                                        |                                                                 |
| À bord du Diamant Bleu             |                        | 9782290008997                            | In Hiding                                                              |                                                                 |
| À jamais conquise                  |                        | 9782290328972                            | (Change Places with Love)                                              |                                                                 |
| À l'ombre de ton cœur              |                        | 9782290338650                            | A World of Love                                                        |                                                                 |
| À la conquête de l'amour           |                        | 9782290302767                            | (Search for Love)                                                      |                                                                 |
| À la découverte du paradis         |                        | 9782290098844                            | Paradise Found                                                         |                                                                 |
| À la poursuite d'un rêve           |                        | 9782290026076                            | Love Saves the Day                                                     |                                                                 |
| À la recherche de l'amour          |                        | 9782290325889                            | Their Search for Real Love                                             |                                                                 |
| À toi pour l'éternité              |                        | 9782290348307                            | Theirs to Eternity                                                     |                                                                 |
| Ah, l'adorable menteuse !          |                        | 9782277230489                            | The Lovely Liar                                                        |                                                                 |
| Aime-moi pour toujours             |                        | 9782277228905                            | Love Me For Ever // Love Me Forever                                    |                                                                 |
| Alissa, mon amour                  |                        | 9782290302217                            | A Royal Love Match                                                     |                                                                 |
| Amour d'un jour, amour de toujours |                        | 9782290000519                            | They Sought Love                                                       |                                                                 |
| Amour secret                       |                        | 9782277118985                            | Love in Hiding                                                         |                                                                 |
| Amour, argent et fantaisie         |                        | 9782277228325                            | Money, Magic and Marriage                                              |                                                                 |
| Après tant d'obstacles... l'amour  |                        | 9782290317471                            | The Winning Post Is Love                                               |                                                                 |
| Au cœur du péril                   | Un amour secret        | 9782277221319                            | The Bored Bridegroom                                                   |                                                                 |
| Au pays magique                    |                        | 9782277237013                            | Walking to Wonderland                                                  |                                                                 |
| Au péril de l'amour                |                        | 9782711202621                            | Love Is Innocent                                                       |                                                                 |
| Au secours, mon amour              |                        | 9782277225881                            | Help from the Heart                                                    |                                                                 |
| Aucun cœur n'est libre             |                        | 9782277232575                            | No Heart Is Free                                                       |                                                                 |
| Aurora et l'amour                  |                        | Supplément du magazine Elle de juin 2001 |                                                                        |                                                                 |
| Aux bons soins de Belinda          |                        | 9782290319215                            | Secret Danger                                                          |                                                                 |
| Aventure au bord du Nil            |                        | 9782277214984                            | The Marquis Who Hated Women                                            |                                                                 |
| Balade au clair de lune            |                        | 9782290347256                            | After the Night // Towards the Stars                                   |                                                                 |
| Ballade écossaise                  |                        | 9782277241683                            | The Eyes of Love                                                       |                                                                 |
| Ballade en Égypte                  |                        | 9782290312759                            | No Bride, No Wedding                                                   |                                                                 |
| Beau comme Apollon                 |                        | 9782290046326                            | Love and Apollo                                                        |                                                                 |
| Belle ou spirituelle               |                        | 9782277241256                            | Beauty or Brains?                                                      |                                                                 |
| Brelan de dames                    |                        | 9782277214021                            | The Passionate Pilgrim                                                 |                                                                 |
| C'est lui, le désir de mon cœur    |                        | 9782277119531                            | Desire of the Heart                                                    |                                                                 |
| Cache-cache amoureux               |                        | 9782290051887                            | Hide and Seek for Love                                                 |                                                                 |
| Carola prise au piège              |                        | 9782277235729                            | A Tangled Web                                                          |                                                                 |
| Caterina et le duc                 |                        | 9782290317228                            | A Sacrifice for Love                                                   |                                                                 |
| Ce serait un si beau mariage       |                        | 9782290354780                            | The House of Happiness                                                 |                                                                 |
| Cléona et son double               |                        | 9782277119081                            | Love to the Rescue                                                     |                                                                 |
| Cœur captif                        |                        | 9782277210627                            | The Captive Heart // The Royal Pledge                                  |                                                                 |
| Cœur d'artiste                     |                        | 9782290023594                            | (They Found their Way to Heaven)                                       |                                                                 |
| Cœur en bémol                      |                        | 9782290020395                            | Music from Heaven                                                      |                                                                 |
| Cœur volé                          |                        | 9782277233244                            | Theft of a Heart                                                       |                                                                 |
| Cœurs à l'unisson                  |                        | 9782290044476                            | A Battle of Brains                                                     |                                                                 |
| Cœurs rebelles                     |                        | 9782290043684                            | (A Challenge of Hearts)                                                |                                                                 |
| Comme une blonde fée               |                        | 9782277233060                            | Warned by a Ghost                                                      |                                                                 |
| Complot amoureux                   |                        | 9782290048146                            | Terror from the Throne                                                 |                                                                 |
| Comtesse Natacha                   |                        | 9782277211457                            | As Eagles Fly                                                          |                                                                 |
| Contrebandier de l'amour           |                        | 9782277117834                            | Love Is Contraband                                                     |                                                                 |
| Coup de foudre à Penang            |                        | 9782277230588                            | Paradise in Penang                                                     |                                                                 |
| Coup de foudre au palais           |                        | 9782290338681                            | An Adventure of Love                                                   |                                                                 |
| Coup de foudre en Écosse           |                        | 9782277240709                            | A Chieftain Finds Love                                                 |                                                                 |
| Courageuse Angelina                |                        | 9782290317617                            | (Lovelight)                                                            |                                                                 |
| Courageuse Reina                   |                        | 9782290355435                            | (Moving Towards Heaven)                                                |                                                                 |
| Croisière à Constantinople         |                        | 9782290335819                            | Pride and the Poor Princess                                            |                                                                 |
| Cynthia, en quête de l'amour       |                        | 9782290347386                            | If We Will // Where Is Love?                                           |                                                                 |
| Danger pour le duc                 |                        | 9782277230472                            | A Duke in Danger                                                       |                                                                 |
| Danger sur le Nil                  |                        | 9782277229162                            | Danger by the Nile                                                     |                                                                 |
| Dangereuse passion                 |                        | 9782865521678                            | Winged Victory                                                         |                                                                 |
| Dans les bras de l'amour           |                        | 9782277224655                            | In the Arms of Love                                                    |                                                                 |
| Dans les bras de mon ennemi        |                        | 9782290335185                            | The Scots Never Forget                                                 |                                                                 |
| Dansons sous la pluie              |                        | 9782277226260                            | Dancing on a Rainbow                                                   |                                                                 |
| De l'enfer au paradis              |                        | 9782277224648                            | From Hell to Heaven                                                    |                                                                 |
| De la haine à l'amour              |                        | 9782277215691                            | From Hate to Love                                                      |                                                                 |
| Défi à l'amour                     |                        | 9782277217633                            | Love Is the Enemy                                                      |                                                                 |
| Des Dragons dans la forêt          |                        | Éditions Presses de la Cité 1971         | The Secret Fear                                                        |                                                                 |
| Des fleurs pour mon amour          |                        | 9782277211334                            | The Passion and the Flower                                             |                                                                 |
| Deux cœurs au gré des flots        |                        | 9782277219309                            | Journey to a Star                                                      |                                                                 |
| Dorina et sa rivale                |                        | 9782290010341                            | (Love Drives In)                                                       |                                                                 |
| Double jeu                         | Double jeu pour Taryna | 9782878760156                            | Lights of Love                                                         |                                                                 |
| Douce enchanteresse                |                        | 9782277228578                            | Sweet Enchantress                                                      |                                                                 |
| Douce vengeance                    |                        | 9782277228110                            | Revenge Is Sweet                                                       |                                                                 |
| Drena et le duc                    |                        | 9782290113288                            | Drena and the Duke                                                     |                                                                 |
| Du feu sur la neige                |                        | 9782277233459                            | Fire on the Snow                                                       |                                                                 |
| Duchesse d'un jour                 |                        | 9782277216094                            | Count the Stars                                                        |                                                                 |
| Duchesse malgré elle               |                        | 9782290319611                            | (The Duke Wins)                                                        |                                                                 |
| Duel avec le destin                |                        | 9782277216261                            | A Duel With Destiny                                                    |                                                                 |
| Duel en héritage                   | La fille de Séréna     | 9782277211099                            | A Duel of Hearts                                                       |                                                                 |
| Duel pour l'amour                  |                        | 9782277225478                            | Safe at Last                                                           |                                                                 |
| Échange de cœurs                   |                        | 9782290047170                            | A Change of Hearts                                                     |                                                                 |
| Échec au diable                    |                        | 9782277240853                            | The Devil Defeated                                                     |                                                                 |
| Écoute ce que dit ton cœur         |                        | 9782290335833                            | Listening to Love // Listen to Love                                    |                                                                 |
| Effrayée...                        |                        | 9782277233251                            | Afraid                                                                 |                                                                 |
| Elle voulait simplement être aimée |                        | 9782290305676                            | She Wanted Love                                                        |                                                                 |
| Embarquement pour l'amour          |                        | 9782290301685                            | Journey to Love                                                        |                                                                 |
| En cachette                        |                        | 9782277235590                            | Hiding                                                                 |                                                                 |
| En route vers l'amour              |                        | 9782290310373                            | A Road to Romance                                                      |                                                                 |
| Ensorcelée !                       |                        | 9782277237921                            | Captured by Love                                                       |                                                                 |
| Escapade en Bavière                |                        | 9782235002462                            | A Very Naughty Angel                                                   |                                                                 |
| Escapade en Grèce                  |                        | 9782290335147                            | The Waters of Love                                                     |                                                                 |
| Et si ce n'était qu'un rêve ?      |                        | 9782290052297                            | Secret Love                                                            |                                                                 |
| Et si je l'aimais...               |                        | 9782277237303                            | This Is Love                                                           |                                                                 |
| Étranges amazones                  |                        | 9782878760071                            | Riding to the Sky // Riding in the Sky                                 |                                                                 |
| Évasion pour le bonheur            |                        | 9782277225485                            | Escape                                                                 |                                                                 |
| Evelyne et la panthère noire       |                        | 9782277214151                            | The Black Panther // Lost Love                                         |                                                                 |
| Fiançailles forcées                |                        | 9782277238621                            | The Bargain Bride                                                      |                                                                 |
| Fiançailles impromptues            |                        | 9782290048788                            | Lovers in London                                                       |                                                                 |
| Fiançailles secrètes               |                        | 9782290161432                            | Mine for Ever                                                          |                                                                 |
| Fiancée à un brigand               |                        | 9782277221449                            | Bride to a Brigand                                                     |                                                                 |
| Fiancés sans amour                 |                        | 9782277211785                            | The Dangerous Dandy                                                    |                                                                 |
| Fortuna et son démon               |                        | 9782277214540                            | A Halo for the Devil                                                   |                                                                 |
| Fragile bonheur                    |                        | 9782290042960                            | The Dare-Devil Duke                                                    |                                                                 |
| Fuite en Cornouailles              |                        | 9782277240594                            | The Earl Elopes                                                        |                                                                 |
| Fuite sur le Nil                   |                        | 9782290053553                            | The Magnificent Marquis // The Magnificent Marquess                    |                                                                 |
| Fuite vers l'amour                 |                        | 9782290044193                            | Running Away to Love                                                   |                                                                 |
| Héritage écossais                  |                        | 9782290044742                            | To Scotland and Love                                                   |                                                                 |
| Idylle à Calcutta                  |                        | 9782277220497                            | Love on the Wind                                                       |                                                                 |
| Idylle à Lucca                     |                        | 9782277238089                            | In Love, in Lucca                                                      |                                                                 |
| Idylle au Ritz                     |                        | 9782277230687                            | Love at the Ritz                                                       |                                                                 |
| Idylle en Écosse                   |                        | 9782290046661                            | A Heart in the Highlands                                               |                                                                 |
| Idylle romaine                     |                        | 9782277235200                            | A Kiss in Rome                                                         |                                                                 |
| Il ne nous reste que l'amour       |                        | 9782277213475                            | The Saint and the Sinner                                               |                                                                 |
| Ils cherchaient l'amour...         |                        | 9782290353264                            | (They Looked for Love)                                                 |                                                                 |
| Impératrice d'un jour              |                        | 9782848681429                            | Stars in My Heart                                                      |                                                                 |
| Impétueuse duchesse                | L'impétueuse duchesse  | 9782290311424                            | The Impetuous Duchess                                                  |                                                                 |
| Indomptable Lorinda                |                        | 9782277217930                            | The Taming of Lady Lorinda                                             |                                                                 |
| Innocente imposture                |                        | 9782290043165                            | The Innocent Imposter                                                  |                                                                 |
| Je marcherai vers toi              |                        | 9782277232179                            | Out of Reach                                                           |                                                                 |
| Je ne veux pas te perdre           |                        | 9782277241454                            | Never Lose Love                                                        |                                                                 |
| Je t'ai cherchée toute ma vie      |                        | 9782711205455                            | The Irresistible Force                                                 |                                                                 |
| Juste un rêve                      |                        | 9782277228127                            | Only a Dream                                                           |                                                                 |
| L'air de Copenhague                |                        | 9782277213352                            | A Light to the Heart                                                   |                                                                 |
| L'amour à la barre                 |                        | 9782277218708                            | Love at the Helm                                                       |                                                                 |
| L'amour à portée de main           |                        | 9782290317488                            | An Angel from Heaven                                                   |                                                                 |
| L'amour à toute vitesse            |                        | 9782290009338                            | It Is Love                                                             |                                                                 |
| L'amour au bout du chemin          |                        | 9782711202447                            | No Time for Love                                                       |                                                                 |
| L'amour aux mille couleurs         |                        | 9782277232568                            | A Beggar Wished // A Rainbow to Heaven                                 |                                                                 |
| L'amour aux multiples visages      |                        | 9782290004418                            | Hiding from Love                                                       |                                                                 |
| L'amour brille dans tes yeux       |                        | 9782290335826                            | Light of the Gods                                                      |                                                                 |
| L'amour comme dans un rêve         |                        | 9782290349779                            | (Living in a Dream)                                                    |                                                                 |
| L'amour comme un espoir            |                        | 9782277221890                            | A Shaft of Sunlight                                                    |                                                                 |
| L'amour déjoue tous les pièges     |                        | 9782290309186                            | Love Solves the Problem                                                |                                                                 |
| L'amour démasqué                   |                        | 9782277214144                            | An Arrow of Love                                                       |                                                                 |
| L'amour en automne                 |                        | 9782277235392                            | Saga at Forty // Love at Forty                                         |                                                                 |
| L'amour en offrande                |                        | 9782277220312                            | Gift of the Gods                                                       |                                                                 |
| L'amour en Orient                  |                        | 9782290337608                            | Love in the East                                                       |                                                                 |
| L'amour enchanteur                 |                        | 9782290347362                            | A Serpent of Satan                                                     |                                                                 |
| L'amour enflammé                   |                        | 9782277221739                            | The Wings of Ecstasy                                                   |                                                                 |
| L'amour est invincible             |                        | 9782277229735                            | Love Is Invincible                                                     |                                                                 |
| L'amour est un jeu                 |                        | 9782277228721                            | Love Is a Gamble                                                       |                                                                 |
| L'amour est un labyrinthe          |                        | 9782277236160                            | Love Is a Maze                                                         |                                                                 |
| L'amour est un songe               |                        | 9782277218432                            | The Glittering Lights                                                  |                                                                 |
| L'amour et Lucia                   |                        | 9782277218067                            | Love and Lucia                                                         |                                                                 |
| L'amour était au rendez-vous       |                        | 9782277218845                            | Tempted to Love                                                        |                                                                 |
| L'amour fou de Zivana              |                        | 9782277213482                            | The Dragon and the Pearl                                               |                                                                 |
| L'amour joue et gagne              |                        | 9782277213604                            | Love Holds the Cards                                                   |                                                                 |
| L'amour masqué                     |                        | 9782290332771                            | A Dangerous Disguise                                                   |                                                                 |
| L'amour mène la danse              |                        | 9782290342138                            | Love Drives In                                                         |                                                                 |
| L'amour n'a pas de loi             |                        | 9782277234203                            | Magic from the Heart                                                   |                                                                 |
| L'amour n'avait pas de nom         |                        | 9782290319802                            | Love Has No Name                                                       |                                                                 |
| L'amour ou la fortune (1)          |                        | 9782290047804                            | Money or Love                                                          |                                                                 |
| L'amour ou la fortune (2)          |                        | 9782290052105                            | Pray for Love                                                          |                                                                 |
| L'amour pour seule richesse        |                        | 9782290051641                            | (Love or Money)                                                        |                                                                 |
| L'amour résout tout                |                        | 9782290335123                            | Love Finds the Way                                                     |                                                                 |
| L'amour retrouvé                   |                        | 9782277221302                            | Love Comes West                                                        |                                                                 |
| L'amour sans trêve                 |                        | 9782277226895                            | Haunted                                                                |                                                                 |
| L'amour sauve Rosanna              |                        | 9782290353257                            | Love Rescues Rosanna                                                   |                                                                 |
| L'amour se joue des sortilèges     |                        | 9782277224808                            | Saved by Love                                                          |                                                                 |
| L'amour sera notre refuge          |                        | 9782277236818                            | Hidden by Love                                                         |                                                                 |
| L'amour sinon rien                 |                        | 9782290310748                            | An Archangel Called Ivan                                               |                                                                 |
| L'amour surmonte les obstacles     |                        | 9782290338742                            | Love Casts Out Fear                                                    |                                                                 |
| L'amour tombé du ciel              |                        | 9782277231400                            | First Class, Lady? // Love and Linda                                   |                                                                 |
| L'amour travesti                   |                        | 9782290300039                            | (The Prince is Saved)                                                  |                                                                 |
| L'amour victorieux                 |                        | 9782277227960                            | Look, Listen and Love                                                  |                                                                 |
| L'amour vient quand il veut        |                        | 9782277118688                            | Love Forbidden                                                         |                                                                 |
| L'ange et le marquis               |                        | 9782290048467                            | The Angel and the Rake                                                 |                                                                 |
| L'ange et Lucifer                  |                        | 9782277221593                            | Lucifer and the Angel                                                  |                                                                 |
| L'appel de l'amour                 |                        | 9782290315927                            | A Call of Love                                                         |                                                                 |
| L'arme secrète de Lucinda          |                        | 9782290312674                            | The Weapon is Love                                                     |                                                                 |
| L'artiste                          |                        | 9782290028018                            | The Trail to Love                                                      |                                                                 |
| L'aube de la passion               |                        | 9782277233770                            | The Dawn of Love                                                       |                                                                 |
| L'enchantement du désert           |                        | 9782277211884                            | Punishment of a Vixen // The Punishment of a Vixen                     |                                                                 |
| L'enchanteresse                    |                        | 9782277216278                            | Enchanted                                                              |                                                                 |
| L'énigmatique marquis              |                        | 9782277214694                            | Light of the Moon                                                      |                                                                 |
| L'épouse apprivoisée               |                        | 9782277212140                            | The Wild, Unwilling Wife                                               |                                                                 |
| L'ermite du château                |                        | 9782290012239                            | This Way to Heaven                                                     |                                                                 |
| L'espoir perdu                     |                        | 9782277231783                            | Stolen Halo                                                            |                                                                 |
| L'espoir pour horizon              |                        | 9782290034873                            | Beyond the Horizon                                                     |                                                                 |
| L'éternité de l'amour              |                        | 9782277240174                            | Love for Eternity                                                      |                                                                 |
| L'étoile de l'amour                |                        | 9782290331729                            | The Star of Love                                                       |                                                                 |
| L'étoile filante                   |                        | 9782277215219                            | A Runaway Star                                                         |                                                                 |
| L'explosion de l'amour             |                        | 9782277228332                            | The Explosion of Love                                                  |                                                                 |
| L'héritage de Dana                 |                        | 9782290338599                            | Little Tongues of Fire                                                 |                                                                 |
| L'homme de mes rêves               |                        | 9782277238423                            | (The Man of Her Dreams)                                                |                                                                 |
| L'impossible bonheur               |                        | 9782277235958                            | The Leaping Flame                                                      |                                                                 |
| L'imprévisible destin de Christine |                        | 9782277213345                            | Armour Against Love                                                    |                                                                 |
| L'incomparable Irina               |                        | 9782290044735                            | The Incomparable                                                       |                                                                 |
| L'inconnu du petit bois            |                        | 9782290046333                            | The Cave of Love                                                       |                                                                 |
| L'ingénue criminelle               |                        | 9782277215530                            | A Heart is Stolen                                                      |                                                                 |
| L'intrigante des Highlands         |                        | 9782290348338                            | The Little Pretender                                                   |                                                                 |
| L'invitation au bonheur            |                        | 9782277218425                            | Lights, Laughter and a Lady                                            |                                                                 |
| L'irrésistible amant               |                        | 9782277117582                            | The Irresistible Buck                                                  |                                                                 |
| L'irrésistible charme d'Helga      |                        | 9782277224297                            | Helga in Hiding                                                        |                                                                 |
| L'ombre du passé                   |                        | 9782277236153                            | The Earl Rings a Belle                                                 |                                                                 |
| L'ombre du péché                   |                        | 9782277224280                            | The Shadow of Sin                                                      |                                                                 |
| La beauté trahie                   |                        | 9782277239864                            | A Beauty Betrayed                                                      |                                                                 |
| La belle cavalière                 |                        | 9782277216414                            | The Race for Love                                                      |                                                                 |
| La belle et l'escroc               |                        | 9782290026083                            | She Fell in Love                                                       |                                                                 |
| La belle et le cavalier            |                        | 9782277119852                            | The Ruthless Rake                                                      |                                                                 |
| La belle et le léopard             |                        | 9782277212157                            | Love and the Loathsome Leopard                                         |                                                                 |
| La brûlure de la passion           |                        | 9782277219743                            | Fire in the Blood                                                      |                                                                 |
| La captive du cheikh               |                        | 9782277237297                            | No Disguise for Love                                                   |                                                                 |
| La captive du Grand Vizir          |                        | 9782290309889                            | Danger in the Desert                                                   |                                                                 |
| La chasse aux maris                | La course aux maris    | 9782711204588                            | The Husband Hunters                                                    |                                                                 |
| La clé du bonheur                  |                        | 9782277234531                            | Love Is the Key                                                        |                                                                 |
| La conspiration de l'amour         |                        | 9782290304105                            | Search for a Wife                                                      |                                                                 |
| La course à l'amour                |                        | 9782277229032                            | Love on the Run                                                        |                                                                 |
| La croisière de l'amour            |                        | 9782290312803                            | A Prayer for Love                                                      |                                                                 |
| La danse de l'amour                |                        | 9782277221609                            | Just Off Piccadilly // Dance On My Heart                               |                                                                 |
| La danseuse du château             |                        | 9782290350515                            | Love Danced In                                                         |                                                                 |
| La découverte du bonheur           |                        | 9782277230908                            | Love at First Sight                                                    |                                                                 |
| La déesse de l'amour               |                        | 9782277226062                            | The Goddess of Love                                                    |                                                                 |
| La déesse et la danseuse           |                        | 9782277215813                            | The Goddess and the Gaiety Girl                                        |                                                                 |
| La demoiselle en détresse          |                        | 9782277225683                            | The Peril and the Prince                                               |                                                                 |
| La duchesse a disparu              |                        | 9782277214410                            | The Duchess Disappeared                                                |                                                                 |
| La dynastie de l'amour             |                        | 9782277232841                            | A Dynasty of Love                                                      |                                                                 |
| La fausse duchesse                 |                        | 9782277239017                            | The Wrong Duchess                                                      |                                                                 |
| La fée de la glace                 |                        | 9782277118459                            | Wings on My Heart                                                      |                                                                 |
| La fiancée pour rire               |                        | 9782277215547                            | For All Eternity                                                       |                                                                 |
| La fiancée réticente               |                        | 9782277119937                            | The Elusive Earl                                                       |                                                                 |
| La flamme d'amour                  |                        | 9782277211105                            | The Flame Is Love                                                      |                                                                 |
| La flèche de Cupidon               |                        | 9782290308974                            | Blessing of the Gods                                                   |                                                                 |
| La fleur de Cornouailles           |                        | 9782277213611                            | A Touch of Love                                                        |                                                                 |
| La fontaine aux voeux              |                        | 9782277215073                            | The Coin of Love                                                       |                                                                 |
| La force d'une passion             |                        | 9782277219903                            | The Heart of the Clan                                                  |                                                                 |
| La fugitive de l'amour             |                        | 9782290050736                            | A Battle of Love                                                       |                                                                 |
| La fugue de Célina                 |                        | 9782277215370                            | A Gamble With Hearts                                                   |                                                                 |
| La fugue de Sadira                 |                        | 9782290339237                            | Seek the Stars                                                         |                                                                 |
| La fuite en France                 |                        | 9782277230021                            | Free From Fear                                                         |                                                                 |
| La gondole d'or                    |                        | 9782277222866                            | The Golden Gondola                                                     |                                                                 |
| La guerre des cœurs                |                        | 9782290048139                            | Love and War                                                           |                                                                 |
| La lumière d'Apollon               |                        | 9782290347379                            | The Love Light of Apollo // The Lovelight of Apollo                    |                                                                 |
| La magie de l'amour                |                        | 9782277224464                            | The Magic of Love                                                      |                                                                 |
| La magie de la bohémienne          |                        | 9782277218197                            | Gypsy Magic                                                            |                                                                 |
| La maison des colombes             |                        | 9782711205646                            | Love Is Dangerous                                                      |                                                                 |
| La malédiction de la sorcière      |                        | 9782277227021                            | A Witch's Spell                                                        |                                                                 |
| La malédiction vaincue             |                        | 9782277235736                            | Love Lifts the Curse                                                   |                                                                 |
| La mariée sans visage              |                        | 9782290049792                            | Learning to Love                                                       |                                                                 |
| La naïve aventurière               |                        | 9782277117513                            | The Audacious Adventuress                                              |                                                                 |
| La nymphe de Montmartre            |                        | 9782277212393                            | Alone in Paris                                                         |                                                                 |
| La passagère de l'amour            |                        | 9782290051658                            | Love and the Gods                                                      |                                                                 |
| La perfection de l'amour           |                        | 9782277224013                            | The Perfection of Love                                                 |                                                                 |
| La petite brodeuse                 |                        | 9782290045466                            | A Train to Love                                                        |                                                                 |
| La première étreinte               |                        | 9782277211891                            | The Castle Made for Love                                               |                                                                 |
| La princesse au bois dormant       |                        | 9782290303962                            | Ruled by Love                                                          |                                                                 |
| La princesse des Balkans           |                        | 9782277228561                            | The Passionate Princess                                                |                                                                 |
| La princesse en péril              |                        | 9782277217626                            | A Princess in Distress                                                 |                                                                 |
| La princesse endormie              |                        | 9782277234340                            | The Sleeping Princess                                                  |                                                                 |
| La princesse orgueilleuse          |                        | 9782277215707                            | The Proud Princess                                                     |                                                                 |
| La princesse oubliée               |                        | 9782277219910                            | The Slaves of Love                                                     |                                                                 |
| La princesse russe                 |                        | 9782290317624                            | From the Dangers of Russia to Love                                     |                                                                 |
| La princesse venue du froid        |                        | 9782290309179                            | Rescued by Love                                                        |                                                                 |
| La prison d'amour                  |                        | 9782277212966                            | Love Locked In                                                         |                                                                 |
| La prisonnière de l'amour          |                        | 9782277223689                            | The Prisoner of Love                                                   |                                                                 |
| La prisonnière du moulin           |                        | 9782290052815                            | A Teacher of Love                                                      |                                                                 |
| La prisonnière du vieux moulin     |                        | 9782277241249                            | Saved by a Saint                                                       |                                                                 |
| La puissance d'un amour            |                        | 9782869280151                            | Diona and a Dalmatian                                                  |                                                                 |
| La revanche d'Anthéa               |                        | 9782277218203                            | Never Laugh at Love                                                    |                                                                 |
| La revanche de l'amour             |                        | 9782277234012                            | The Fire of Love                                                       |                                                                 |
| La revanche de lord Ravenscar      |                        | 9782277213215                            | Lord Ravenscar's Revenge                                               |                                                                 |
| La revanche du cœur                |                        | 9782277220053                            | Revenge of the Heart                                                   |                                                                 |
| La revanche du vicomte             |                        | 9782290316436                            | The Viscount's Revenge                                                 |                                                                 |
| La révolte de lady Corinna         |                        | 9782711202430                            | The Little Adventure                                                   |                                                                 |
| La richesse de l'amour             |                        | 9782290353271                            | The Richness of Love                                                   |                                                                 |
| La rivière de l'amour              |                        | 9782277224181                            | The River of Love                                                      |                                                                 |
| La rose d'Écosse                   |                        | 9782290304587                            | Love and the Clans                                                     |                                                                 |
| La route du paradis                |                        | 9782290341834                            | They Found Their Way to Heaven                                         |                                                                 |
| La sérénité d'un amour             |                        | 9782277231097                            | A Circus for Love                                                      |                                                                 |
| La sirène de Monte-Carlo           |                        | 9782277226482                            | Mission to Monte Carlo                                                 |                                                                 |
| La sorcière aux yeux bleus         |                        | 9782277210429                            | The Blue-Eyed Witch                                                    |                                                                 |
| La splendeur de Ventura            |                        | 9782277211556                            | Sweet Adventure                                                        |                                                                 |
| La tigresse apprivoisée            |                        | 9782277231578                            | The Taming of a Tigress                                                |                                                                 |
| La tigresse et le roi              |                        | 9782277216421                            | The Hell-Cat and the King                                              |                                                                 |
| La tour du bonheur                 |                        | 9782277215066                            | Sweet Punishment                                                       |                                                                 |
| La trahison diabolique             |                        | 9782277225164                            | The Devilish Deception                                                 |                                                                 |
| La vallée du bonheur               |                        | 9782277216582                            | Love in the Clouds                                                     |                                                                 |
| La valse des cœurs                 |                        | 9782277118282                            | The Enchanted Waltz                                                    |                                                                 |
| La vengeance du comte              |                        | 9782277239024                            | The Earl's Revenge                                                     |                                                                 |
| La victoire de l'amour             |                        | 9782277222712                            | The Treasure Is Love                                                   |                                                                 |
| Lady Toria                         |                        | 9782277232360                            | Love Is Mine                                                           |                                                                 |
| Le baiser d'un étranger            |                        | 9782277231790                            | Kiss from a Stranger // A Kiss from a Stranger                         |                                                                 |
| Le baiser devant le Sphinx         |                        | 9782277222170                            | Moonlight on the Sphinx                                                |                                                                 |
| Le baiser du diable                |                        | 9782277212508                            | The Kiss of the Devil                                                  |                                                                 |
| Le bel aventurier                  |                        | 9782277234890                            | But Never Free // The Adventurer                                       |                                                                 |
| Le bonheur commence à l'aube       |                        | 9782277211563                            | Love Leaves at Midnight                                                |                                                                 |
| Le brigand et l'amour              |                        | 9782290320082                            | (Highway to love)                                                      |                                                                 |
| Le carrousel de l'amour            |                        | 9782277230892                            | Love Climbs In                                                         |                                                                 |
| Le cavalier masqué                 |                        | 9782277212386                            | Cupid Rides Pillion // The Secret Heart // The Lady and the Highwayman | adapté en téléfilm en 1989 sous le titre Le Cavalier masqué     |
| Le château de Marista              |                        | 9782277217480                            | Kneel for Mercy                                                        |                                                                 |
| Le château de tous les mystères    |                        | 9782290017838                            | Love by Moonlight                                                      |                                                                 |
| Le château des effrois             |                        | 9782277228738                            | The Castle of Fear                                                     |                                                                 |
| Le château des rêves               |                        | 9782277234524                            | Love Comes to the Castle                                               |                                                                 |
| Le château du bonheur              |                        | 9782277225157                            | A Song of Love                                                         |                                                                 |
| Le chemin de l'amour               |                        | 9782277223184                            | Love Has His Way                                                       |                                                                 |
| Le choix de l'amour                |                        | 9782290331712                            | The Cross of Love                                                      |                                                                 |
| Le choix du prince                 |                        | 9782277222422                            | Love Rules                                                             |                                                                 |
| Le cœur a ses secrets              |                        | 9782290335178                            | Secrets of the Heart                                                   |                                                                 |
| Le cœur de l'amour                 |                        | 9782290352465                            | The Heart of Love                                                      |                                                                 |
| Le comte prodigue                  |                        | 9782277219422                            | The Prude and the Prodigal                                             |                                                                 |
| Le corsaire de la reine            |                        | 9782277210771                            | Elizabethan Lover                                                      |                                                                 |
| Le diable amoureux                 | Passion diabolique     | 9782707413581                            | The Devil in Love                                                      |                                                                 |
| Le diadème de l'amour              |                        | 9782290049556                            | A Coronation of Love                                                   |                                                                 |
| Le domaine de l'amour              |                        | 9782290047620                            | The Protection of Love                                                 |                                                                 |
| Le double jeu de Sola              |                        | 9782290339282                            | The Queen of Hearts                                                    |                                                                 |
| Le drame de Gilda                  |                        | 9782277230014                            | Looking for Love                                                       |                                                                 |
| Le duc et l'amour                  |                        | 9782290320044                            | Love Finds the Duke at Last                                            |                                                                 |
| Le duc et la fille du pasteur      |                        | 9782290335840                            | The Duke and the Preacher's Daughter                                   |                                                                 |
| Le duc et son dilemme              |                        | 9782290346143                            | The Duke's Dilemma                                                     |                                                                 |
| Le duc infernal                    |                        | 9782277229483                            | The Odious Duke                                                        |                                                                 |
| Le duc qui haïssait les femmes     |                        | 9782290312414                            | The Duke Hated Women                                                   |                                                                 |
| Le fantôme amoureux                |                        | 9782277217312                            | The Ghost Who Fell in Love                                             |                                                                 |
| Le fantôme de Monte-Carlo          |                        | 9782277118541                            | A Ghost in Monte Carlo                                                 |                                                                 |
| Le festin secret                   |                        | 9782277217763                            | Hungry for Love                                                        |                                                                 |
| Le jardin de l'amour               |                        | 9782277224471                            | The Herb for Happiness // A Herb for Happiness                         |                                                                 |
| Le jugement de l'amour             |                        | 9782277227335                            | The Judgement of Love                                                  |                                                                 |
| Le lac de l'amour                  |                        | 9782290048474                            | Love by the Lake                                                       |                                                                 |
| Le lien magique                    |                        | 9782277231264                            | The Necklace of Love                                                   |                                                                 |
| Le lord et la demoiselle           |                        | 9782277222569                            | Women Have Hearts                                                      |                                                                 |
| Le lys de Brighton                 |                        | 9782277216728                            | The Outrageous Lady                                                    |                                                                 |
| Le magicien de l'amour             |                        | 9782290052617                            | (Love is Magic)                                                        |                                                                 |
| Le maître de Singapour             |                        | 9782277213093                            | The Magnificent Marriage                                               |                                                                 |
| Le manoir du bonheur               |                        | 9782290335154                            | The Duke Comes Home                                                    |                                                                 |
| Le marquis et l'ingénue            |                        | 9782277220688                            | A Night of Gaiety                                                      |                                                                 |
| Le marquis et la gouvernante       |                        | 9782277216827                            | The Poor Governess                                                     |                                                                 |
| Le marquis gagne la bataille       |                        | 9782277240860                            | The Marquis Wins                                                       |                                                                 |
| Le masque de l'amour               |                        | 9782711202843                            | The Mask of Love                                                       |                                                                 |
| Le mensonge d'Amalita              |                        | 9782277042549                            | Good or Bad?                                                           |                                                                 |
| Le message de l'orchidée           |                        | 9782277210726                            | The Sign of Love                                                       |                                                                 |
| Le moulin des passions             |                        | 9782277235583                            | The Windmill of Love                                                   |                                                                 |
| Le mystère de la bruyère bleue     |                        | 9782277212850                            | Blue Heather                                                           |                                                                 |
| Le paradis est dans tes yeux       |                        | 9782290000861                            | (Where is Heaven?)                                                     |                                                                 |
| Le parfum des dieux                |                        | 9782277229605                            | The Perfume of the Gods                                                |                                                                 |
| Le parfum des roses                |                        | 9782277234883                            | The Scent of Roses                                                     |                                                                 |
| Le pays magique de l'amour         |                        | 9782290329016                            | (A Fairyland of Love)                                                  |                                                                 |
| Le piège de l'amour                |                        | 9782277226642                            | The Love Trap                                                          |                                                                 |
| Le plus odieux des chantages       |                        | 9782290006658                            | They Touched Heaven                                                    |                                                                 |
| Le plus ridicule des paris         |                        | 9782290058022                            | Love's Dream in Peril                                                  |                                                                 |
| Le plus séduisant des officiers    |                        | 9782290000564                            | For Ever and Ever                                                      |                                                                 |
| Le port du bonheur                 |                        | 9782277215226                            | Secret Harbour // Secret Harbor                                        |                                                                 |
| Le portrait de l'amour             |                        | 9782277223672                            | A Portrait of Love                                                     |                                                                 |
| Le prince des brigands             |                        | 9782290022788                            | (Love at the Double)                                                   |                                                                 |
| Le prince et le pékinois           |                        | 9782277212638                            | The Prince and the Pekingese                                           |                                                                 |
| Le prince russe (1)                |                        | 9782277225898                            | The Power and the Prince                                               |                                                                 |
| Le prince russe (2)                |                        | 9782290029664                            | A Flight to Heaven                                                     |                                                                 |
| Le prince venu du froid            |                        | 9782290017845                            | Love at Last                                                           |                                                                 |
| Le printemps d'Aurelia             |                        | 9782245009680                            | The Wicked Marquis                                                     |                                                                 |
| Le prix de l'innocence             |                        | 9782290053355                            | A Virgin Bride                                                         |                                                                 |
| Le retour de la belle inconnue     |                        | 9782277118831                            | The Unknown Heart                                                      |                                                                 |
| Le roi et elle                     |                        | 9782277240402                            | The King Wins                                                          |                                                                 |
| Le roi sans cœur                   |                        | 9782277238638                            | The King Without a Heart                                               |                                                                 |
| Le roi solitaire                   |                        | 9782277241461                            | Wanted - A Royal Wife                                                  |                                                                 |
| Le royaume de l'amour              |                        | 9782290053768                            | (The Kingdom of Love)                                                  |                                                                 |
| Le sable brûlant d'Hawaï           |                        | 9782277221883                            | The Island of Love                                                     |                                                                 |
| Le secret d'Anouchka               |                        | 9782277223351                            | Pure and Untouched                                                     |                                                                 |
| Le secret de l'Écossais            |                        | 9782277222576                            | The Secret of the Glen                                                 |                                                                 |
| Le secret de la mosquée            |                        | 9782277226383                            | The Secret of the Mosque                                               |                                                                 |
| Le secret de la princesse          |                        | 9782290045022                            | (The Secret Princess)                                                  |                                                                 |
| Le secret de mon bien-aimé         |                        | 9782277212744                            | The Naked Battle                                                       |                                                                 |
| Le secret de Sylvina               |                        | 9782277210320                            | Lost Enchantment                                                       |                                                                 |
| Le secret surpris                  |                        | 9782277225324                            | Secrets                                                                |                                                                 |
| Le signe de l'amour                |                        | 9782277223498                            | Signpost to Love                                                       |                                                                 |
| Le sortilège de l'amour            |                        | 9782290300169                            | The Marquis Is Trapped                                                 |                                                                 |
| Le sortilège des Antilles          |                        | 9782277214977                            | The Drums of Love                                                      |                                                                 |
| Le stratagème de Dorinda           |                        | 9782290004333                            | (Queen to the Rescue)                                                  |                                                                 |
| Le talisman de jade                |                        | 9782277217138                            | The Runaway Heart                                                      |                                                                 |
| Le temple de l'amour               |                        | 9782277228479                            | The Temple of Love                                                     |                                                                 |
| Le terrible secret de Giselda      |                        | 9782277210030                            | The Mysterious Maid-Servant                                            |                                                                 |
| Le tourbillon d'une valse          |                        | 9782290138953                            | The Castle                                                             |                                                                 |
| Le trésor caché                    |                        | 9782290310755                            | The Bride Runs Away                                                    |                                                                 |
| Le triomphe de la reine            |                        | 9782290304426                            | The Queen Wins                                                         |                                                                 |
| Le vaisseau de l'amour             |                        | 9782290329009                            | The Ship of Love                                                       |                                                                 |
| Le valet de cœur                   |                        | 9782277211662                            | The Innocent Heiress // The Knave of Hearts                            |                                                                 |
| Le voeu d'Alicia                   | Voyage en amoureux     | 9782290051870                            | Apocalypse of the Heart // Wish Upon a Star                            |                                                                 |
| Le voleur d'amour                  |                        | 9782277230175                            | The Thief of Love                                                      |                                                                 |
| Les ailes de l'amour               |                        | 9782277231080                            | Open Wings                                                             |                                                                 |
| Les amants de Lisbonne             |                        | 9782277227564                            | Lovers in Lisbon                                                       |                                                                 |
| Les amours au paradis              |                        | 9782277212973                            | Lovers in Paradise                                                     |                                                                 |
| Les amours mexicaines              |                        | 9782277210528                            | Journey to Paradise                                                    |                                                                 |
| Les beaux messieurs de Pétrina     |                        | 9782277211341                            | Love, Lords and Lady-Birds                                             |                                                                 |
| Les belles amazones                |                        | 9782277117278                            | The Pretty Horse-Breakers                                              |                                                                 |
| Les caprices de Malvina            |                        | 9782290050996                            | A Kiss of Love                                                         |                                                                 |
| Les colombes de l'amour            |                        | 9782277218715                            | Little White Doves of Love                                             |                                                                 |
| Les détours de l'amour             |                        | 9782277212515                            | The Twists and Turns of Love                                           |                                                                 |
| Les deux amours de Pamela          |                        | 9782277214830                            | Yet She Follows // A Heart Is Broken                                   |                                                                 |
| Les deux cousines                  |                        | 9782277213840                            | The Temptation of Torilla                                              |                                                                 |
| Les deux mariages de Thérésa       |                        | 9782277237747                            | Love, Lies and Marriage                                                |                                                                 |
| Les enfants qui fuient             |                        | 9782277237433                            | The Wicked Widow                                                       |                                                                 |
| Les ennemis du comte               |                        | 9782290012246                            | The Earl in Peril                                                      |                                                                 |
| Les feux de l'amour                |                        | 9782277119449                            | Love Under Fire                                                        |                                                                 |
| Les folles idées de Séréna         |                        | 9782290016930                            | Love Came from Heaven                                                  |                                                                 |
| Les hasards de l'amour             |                        | 9782277210146                            | The Disgraceful Duke                                                   |                                                                 |
| Les horizons de l'amour            |                        | 9782830213874                            | The Horizons of Love                                                   |                                                                 |
| Les illusions du cœur              |                        | 9782277220503                            | The Golden Illusion                                                    |                                                                 |
| Les joyaux de l'amour              |                        | 9782290346150                            | A Duel of Jewels                                                       |                                                                 |
| Les larmes de l'amour              |                        | 9782277212287                            | The Tears of Love                                                      |                                                                 |
| Les manigances de Georgina         |                        | 9782290310274                            | Soft, Sweet and Gentle                                                 |                                                                 |
| Les méandres de l'amour            |                        | 9782290113264                            | A Strange Way to Find Love                                             |                                                                 |
| Les mirages de l'amour             |                        | 9782277220404                            | Passions in the Sand                                                   |                                                                 |
| Les pièges du désert               |                        | 9782277242116                            | Desire in the Desert                                                   |                                                                 |
| Les portes du paradis              |                        | 9782290302187                            | The Gates of Paradise                                                  |                                                                 |
| Les problèmes de l'amour           |                        | 9782277223023                            | The Problems of Love                                                   |                                                                 |
| Les roses de Lahore                |                        | 9782277210696                            | Fragrant Flower // The Fragrant Flower                                 |                                                                 |
| Les saphirs du Siam                |                        | 9782277227151                            | Sapphires in Siam                                                      |                                                                 |
| Les seigneurs de la côte           |                        | 9782277119203                            | The Smuggled Heart // Debt of Honor                                    |                                                                 |
| Les sortilèges du cœur             |                        | 9782277238096                            | The White Witch                                                        |                                                                 |
| Les trésors de l'amour             |                        | 9782290051009                            | Love Finds a Treasure                                                  |                                                                 |
| Les vestiges de l'amour            |                        | 9782277237556                            | Love in the Ruins                                                      |                                                                 |
| Les vibrations de l'amour          |                        | 9782277216087                            | The Vibrations of Love                                                 |                                                                 |
| Les violons de l'amour             |                        | 9782277218838                            | The Waltz of Hearts                                                    |                                                                 |
| Les yeux de l'amour                |                        | 9782277226888                            | Look With Love                                                         |                                                                 |
| Les yeux du cœur                   |                        | 9782277236405                            | Look With the Heart                                                    |                                                                 |
| Libre comme le vent                |                        | 9782290346136                            | Free as the Wind                                                       |                                                                 |
| Lilas blanc                        |                        | 9782277227014                            | White Lilac                                                            |                                                                 |
| Livrez-moi votre cœur              |                        | 9782277234210                            | Stand and Deliver Your Heart                                           |                                                                 |
| Loin de l'amour                    |                        | 9782277222439                            | A Fugitive from Love                                                   |                                                                 |
| Lucia, mon amour                   |                        | 9782290006672                            | A Dream Come True                                                      |                                                                 |
| Lumières d'été                     |                        | 9782277223368                            | Moments of Love                                                        |                                                                 |
| Lune de miel au Népal              |                        | 9782290047187                            | The Mountain of Love                                                   |                                                                 |
| Lune de miel au Rajasthan          |                        | 9782277214403                            | The Frightened Bride                                                   |                                                                 |
| Ma soeur, mon amie, mon ennemie    |                        | 9782277239413                            | Love and a Cheetah                                                     |                                                                 |
| Magie ou mirage ?                  |                        | 9782290335802                            | Magic or Mirage?                                                       |                                                                 |
| Mariée à contrecœur                |                        | 9782277241911                            | Forced to Marry                                                        |                                                                 |
| Mélodie pour un amour              |                        | 9782277233763                            | A Theatre of Love                                                      |                                                                 |
| Menace au château                  |                        | 9782290133552                            | (Now and Forever)                                                      |                                                                 |
| Messagère de l'amour               |                        | 9782277210986                            | Messenger of Love                                                      |                                                                 |
| Michael mon amour                  |                        | 9782277237938                            | Danger to the Duke                                                     |                                                                 |
| Miracle à Chadwood                 |                        | 9782277236399                            | A Wish Comes True                                                      |                                                                 |
| Miracle pour une madone            |                        | 9782277221005                            | Miracle for a Madonna                                                  |                                                                 |
| Mon beau capitaine                 |                        | 9782277211679                            | The Dream and the Glory                                                |                                                                 |
| Mon cœur est en Écosse             |                        | 9782277227342                            | Love Joins the Clans                                                   |                                                                 |
| Musique au cœur                    |                        | 9782290312766                            | Crowned by Music                                                       |                                                                 |
| Musique miraculeuse                |                        | 9782277230335                            | A Miracle in Music                                                     |                                                                 |
| N'oublie jamais l'amour            |                        | 9782277233442                            | Never Forget Love                                                      |                                                                 |
| Naufragée de l'amour               |                        | 9782290355442                            | (Working for Love)                                                     |                                                                 |
| Née sous une bonne étoile          |                        | 9782290006665                            | A Lucky Star                                                           |                                                                 |
| Noces écossaises                   |                        | 9782290053027                            | A Heart of Stone                                                       |                                                                 |
| Ô toi, mon roi !                   |                        | 9782277236610                            | The Queen Saves a King // The Queen Saves the King                     |                                                                 |
| Ola et le marquis                  |                        | 9782277217756                            | Ola and the Sea Wolf                                                   |                                                                 |
| Où vas-tu Melinda ?                |                        | 9782277217329                            | The Enchanting Evil                                                    |                                                                 |
| Par amour ou par pitié ?           |                        | 9782277210887                            | The Gods Forget // Love in Pity                                        |                                                                 |
| Paris magique                      |                        | 9782277234692                            | The Magic of Paris                                                     |                                                                 |
| Pas d'ombre sur notre amour        |                        | 9782277212621                            | No Darkness for Love                                                   |                                                                 |
| Passeport pour le bonheur          |                        | 9782290043158                            | Passage to Love                                                        |                                                                 |
| Passions orientales                |                        | 9782290047637                            | Lucky Logan Finds Love                                                 |                                                                 |
| Passions victorieuses              |                        | 9782277227571                            | A Victory for Love                                                     |                                                                 |
| Piège pour un duc                  |                        | 9782290304419                            | The Duke Is Deceived                                                   |                                                                 |
| Piège pour un marquis              |                        | 9782277216995                            | Caught by Love                                                         |                                                                 |
| Pirate d'amour                     |                        | 9782277214557                            | The Love Pirate                                                        |                                                                 |
| Pour l'amour d'un chevalier        |                        | 9782277238416                            | A Knight in Paris                                                      |                                                                 |
| Pour l'amour d'un marquis          |                        | 9782277222187                            | Love and the Marquis                                                   |                                                                 |
| Pour l'amour d'un prince           |                        | 9782290312513                            | The Prince Who Wanted Love                                             |                                                                 |
| Pour l'amour d'un roi              |                        | 9782277219132                            | Bride to the King                                                      |                                                                 |
| Pour l'amour de l'Écosse           |                        | 9782290319819                            | For the Love of Scotland                                               |                                                                 |
| Pour l'amour de Lucinda            |                        | 9782277212270                            | The Unpredictable Bride                                                |                                                                 |
| Pour l'amour de vous               |                        | 9782277235385                            | Loved for Himself                                                      |                                                                 |
| Pour l'éternité                    |                        | 9782290065044                            | (Now and for Eternity)                                                 |                                                                 |
| Pour le salut de Katrina           |                        | 9782290339275                            | The Love Puzzle                                                        |                                                                 |
| Pour les yeux de Jacina            |                        | 9782290341841                            | The Castle of Love                                                     |                                                                 |
| Pour quelques brins de bruyère     |                        | 9782290016404                            | A Castle of Dreams                                                     |                                                                 |
| Pour un premier baiser             |                        | 9782290009000                            | A Kiss from the Heart                                                  |                                                                 |
| Pour une princesse                 |                        | 9782277227762                            | A Revolution of Love                                                   |                                                                 |
| Pour vivre avec Axel               |                        | 9782277212867                            | No Escape from Love                                                    |                                                                 |
| Pourquoi m'as-tu trahi ?           |                        | 9782290042953                            | (The Duke Disappears)                                                  |                                                                 |
| Précieuse comme l'amour            |                        | 9782277223832                            | The Unwanted Wedding                                                   |                                                                 |
| Premier bal                        |                        | 9782290304204                            | A Shooting Star                                                        |                                                                 |
| Prière d'une princesse             |                        | 9782277241904                            | A Princess Prays                                                       |                                                                 |
| Princesse d'un jour                |                        | 9782277238850                            | One Minute to Love                                                     |                                                                 |
| Princesse de mon cœur              |                        | 9782290320013                            | (A Cry for Love)                                                       |                                                                 |
| Princesse en fuite                 |                        | 9782290050422                            | A Princess Runs Away                                                   |                                                                 |
| Princesse fugitive                 |                        | 9782290045459                            | Running from Russia                                                    |                                                                 |
| Princesse ou Cendrillon            |                        | 9782290008416                            | A Perfect Way to Heaven                                                |                                                                 |
| Princesse rebelle                  |                        | 9782277225676                            | A Rebel Princess                                                       |                                                                 |
| Printemps à Rome                   |                        | 9782277212034                            | The Price is Love                                                      |                                                                 |
| Prise au piège                     |                        | 9782277220824                            | Love Is Heaven                                                         |                                                                 |
| Prisonnière du cœur                |                        | 9782290346167                            | The Golden Cage                                                        |                                                                 |
| Quand l'amour est plus fort        |                        | 9782290344538                            | Love Is Triumphant                                                     |                                                                 |
| Quand l'amour l'emporte            |                        | 9782290303160                            | Love Conquers War                                                      |                                                                 |
| Quand l'amour s'éveille            |                        | 9782277219552                            | Dreams Do Come True                                                    |                                                                 |
| Quand l'amour triomphe             |                        | 9782277210764                            | Vote for Love                                                          |                                                                 |
| Quand vient l'amour (1)            |                        | 9782277232377                            | The Spirit of Love                                                     |                                                                 |
| Quand vient l'amour (2)            |                        | 9782290045817                            | Love Runs In                                                           |                                                                 |
| Que notre bonheur dure             |                        | 9782277212041                            | Call of the Heart                                                      |                                                                 |
| Qui êtes-vous, Alexander ?         |                        | 9782277231561                            | Desperate Defiance                                                     |                                                                 |
| Qui peut nier l'amour ?            |                        | 9782277222859                            | Who Can Deny Love?                                                     |                                                                 |
| Ravissante Cléopâtre               |                        | 9782290002780                            | Beyond the Stars                                                       |                                                                 |
| Renaître à l'amour                 |                        | 9782277213734                            | Against the Stream                                                     |                                                                 |
| Rencontre à Lahore                 |                        | 9782277214014                            | The Karma of Love                                                      |                                                                 |
| Rencontre dans la nuit             |                        | 9782277218074                            | Love in the Dark                                                       |                                                                 |
| Rendez-vous à Berlin               |                        | 9782277242123                            | Bewildered in Berlin                                                   |                                                                 |
| Rendez-vous à Calcutta             |                        | 9782848683300                            | An Icicle in India                                                     |                                                                 |
| Rêve de bal                        |                        | 9782290033456                            | A Heart in Chains                                                      |                                                                 |
| Rêve provençal                     |                        | 9782277239185                            | Fascination in France                                                  |                                                                 |
| Rêver aux étoiles                  |                        | 9782277215936                            | Touch a Star                                                           |                                                                 |
| Rêverie nocturne                   |                        | 9782277230342                            | A Dream from the Night                                                 |                                                                 |
| Rhapsodie d'amour                  |                        | 9782277215820                            | A Rhapsody of Love // The Rhapsody of Love                             |                                                                 |
| Rivalités amoureuses               |                        | 9782277239673                            | Rivals for Love                                                        |                                                                 |
| Rolfe et Zarina                    |                        | 9782277232186                            | Safe in Paradise                                                       |                                                                 |
| Romance à l'italienne              |                        | 9782290013540                            | Love Under the Stars                                                   |                                                                 |
| Romance indienne                   |                        | 9782290346679                            | Sailing to Love                                                        |                                                                 |
| Romance irlandaise                 |                        | 9782290012925                            | A wilder kind of love                                                  |                                                                 |
| Samantha des années folles         |                        | 9782277211440                            | Say Yes, Samantha                                                      |                                                                 |
| Satan frappé par l'amour           |                        | 9782277235088                            | Love Strikes Satan // Love Strikes a Devil                             |                                                                 |
| Selina et le marquis               |                        | 9782290334249                            | The Triumph of Love                                                    |                                                                 |
| Seras-tu lady, Gardénia ?          |                        | 9782277211778                            | A Virgin in Paris - An Innocent in Paris                               |                                                                 |
| Séréna (Le hasard des cœurs)       |                        | 9782277210870                            | A Hazard of Hearts                                                     | adapté en téléfilm en 1987 sous le titre Les Hasards de l'amour |
| Serment d'amour                    |                        | 9782277218609                            | An Innocent in Russia                                                  |                                                                 |
| Seule et effrayée                  |                        | 9782277226499                            | Alone and Afraid                                                       |                                                                 |
| Si près des étoiles                |                        | 9782290352458                            | Touching the Stars                                                     |                                                                 |
| Sincère ou tricheuse ?             |                        | 9782277231998                            | Real Love or Fake                                                      |                                                                 |
| Solita face aux espions            |                        | 9782277236801                            | Solita and the Spies                                                   |                                                                 |
| Sous l'ombrelle, un baiser         |                        | 9782290002711                            | Seeking Love                                                           |                                                                 |
| Sous la lune de Ceylan             |                        | 9782277215943                            | Moon Over Eden                                                         |                                                                 |
| Sous le charme d'une inconnue      |                        | 9782290312391                            | (The Duke is Captured)                                                 |                                                                 |
| Sous le charme gitan               |                        | 9782277211204                            | Bewitched                                                              |                                                                 |
| Sous le ciel d'Écosse              |                        | 9782290335130                            | Love in the Highlands                                                  |                                                                 |
| Sous le ciel de Bahreïn            |                        | 9782277240716                            | The Perfect Pearl                                                      |                                                                 |
| Sous le soleil de Grèce            |                        | 9782277237754                            | The Duke Is Trapped                                                    |                                                                 |
| Sous un ciel étoilé                |                        | 9782290343562                            | The Stars in the Sky // Stars in the Sky                               |                                                                 |
| Sous un loup de velours noir       |                        | 9782290033487                            | A Rose in Jeopardy                                                     |                                                                 |
| Splendeurs impériales              |                        | 9782277218593                            | Imperial Splendour                                                     |                                                                 |
| Sur la route du bonheur            |                        | 9782290340059                            | Journey to Happiness                                                   |                                                                 |
| Sur les ailes de l'amour           |                        | 9782277223191                            | Winged Magic                                                           |                                                                 |
| Sylvia, l'indomptable              |                        | 9782290318263                            | Love Cannot Fail                                                       |                                                                 |
| Symphonie amoureuse                |                        | 9782290339220                            | Music Is the Soul of Love                                              |                                                                 |
| Symphonie berlinoise               |                        | 9782290048771                            | Love Wins in Berlin                                                    |                                                                 |
| Tant de larmes, tant d'amour       |                        | 9782290355459                            | Love Is the Reason for Living                                          |                                                                 |
| Tant de mystère                    |                        | 9782290006689                            | An Unexpected Love                                                     |                                                                 |
| Tempête amoureuse                  |                        | 9782277226659                            | The Storms of Love                                                     |                                                                 |
| Tendre duo                         |                        | 9782290335161                            | Royalty Defeated by Love                                               |                                                                 |
| Tendre Lydia                       |                        | 9782277230694                            | The Bitter Winds of Love                                               |                                                                 |
| Thérésa et le tigre                |                        | 9782277219125                            | Theresa and a Tiger                                                    |                                                                 |
| Toujours plus haut l'amour         |                        | 9782277223016                            | Riding to the Moon                                                     |                                                                 |
| Tous les mystères d'Écosse         |                        | 9782290029152                            | The Revelation Is Love                                                 |                                                                 |
| Tous les parfums des Indes         |                        | 9782290002773                            | The Peaks of Ecstasy                                                   |                                                                 |
| Tout est bien qui finit bien       |                        | 9782290328996                            | (All's Right that Ends Right)                                          |                                                                 |
| Trahison !                         |                        | 9782277238843                            | Someone to Love                                                        |                                                                 |
| Trois jeunes filles à Londres      |                        | 9782277231981                            | The Dream Within                                                       |                                                                 |
| Trois jours pour aimer             |                        | 9782290045596                            | Three Days to Love                                                     |                                                                 |
| Trop précieuse pour la perdre      |                        | 9782277234005                            | Too Precious to Lose                                                   |                                                                 |
| Tunis au clair de lune             |                        | 9782290339244                            | Starlight Over Tunis                                                   |                                                                 |
| Un amour au clair de lune          |                        | 9782277219545                            | Kiss the Moonlight                                                     |                                                                 |
| Un amour conquérant                |                        | 9782865521265                            | Conquered by Love                                                      |                                                                 |
| Un amour de légende                |                        | 9782277217473                            | The Chieftain Without a Heart                                          |                                                                 |
| Un amour en danger                 |                        | 9782277219750                            | Terror in the Sun                                                      |                                                                 |
| Un amour en Hongrie                |                        | 9782277233053                            | Two Hearts in Hungary                                                  |                                                                 |
| Un amour éperdu                    |                        | 9782290020180                            | A Heaven on Earth                                                      |                                                                 |
| Un amour étoilé                    |                        | 9782277220671                            | Love in the Moon                                                       |                                                                 |
| Un amour exceptionnel              |                        | 9782277241010                            | A Very Special Love                                                    |                                                                 |
| Un amour imprévu                   |                        | 9782277215387                            | Love Wins                                                              |                                                                 |
| Un amour miraculeux                |                        | 9782290328965                            | (They Found Love)                                                      |                                                                 |
| Un amour naissant                  |                        | 9782277237020                            | Born of Love                                                           |                                                                 |
| Un amour qui ne meurt jamais       |                        | 9782277214687                            | Punished with Love                                                     |                                                                 |
| Un amour sans fortune              |                        | 9782277221746                            | The Penniless Peer                                                     |                                                                 |
| Un ange au château                 |                        | 9782290049051                            | Saved by an Angel                                                      |                                                                 |
| Un ange en enfer                   |                        | 9782277220831                            | An Angel in Hell                                                       |                                                                 |
| Un ange passe                      |                        | 9782277229728                            | An Angel Runs Away                                                     |                                                                 |
| Un baiser dans le désert           |                        | 9782277239970                            | A Kiss in the Desert                                                   |                                                                 |
| Un baiser de Paris                 |                        | 9782277213222                            | The Kiss of Paris                                                      |                                                                 |
| Un baiser de soie                  |                        | 9782277228899                            | A Kiss of Silk                                                         |                                                                 |
| Un baiser pour la vie              |                        | 9782277217008                            | The Kiss of Life // Kiss of Life                                       |                                                                 |
| Un baiser pour le roi              |                        | 9782277214267                            | A Kiss for the King                                                    |                                                                 |
| Un bonheur sans prix               |                        | 9782277223504                            | Love for Sale                                                          |                                                                 |
| Un capitaine désargenté            |                        | 9782290348345                            | The Lioness and the Lily                                               |                                                                 |
| Un cœur au paradis                 |                        | 9782290328989                            | A Heart in Heaven                                                      |                                                                 |
| Un cœur caché                      |                        | 9782277219293                            | The Hidden Heart                                                       |                                                                 |
| Un cœur convoité                   |                        | 9782290338698                            | Crowned With Love                                                      |                                                                 |
| Un cœur découvre l'amour           |                        | 9782290304594                            | A Heart Finds Love                                                     |                                                                 |
| Un cœur hanté                      |                        | 9782277240099                            | The Haunted Heart // The Hunted Heart                                  |                                                                 |
| Un cœur qui chante                 |                        | 9782277234333                            | The Music of Love                                                      |                                                                 |
| Un cœur triomphant                 |                        | 9782277223849                            | The Heart Triumphant                                                   |                                                                 |
| Un cœur trop pur                   |                        | 9782277222729                            | Music from the Heart                                                   |                                                                 |
| Un comte cruel                     |                        | 9782277220992                            | The Cruel Count                                                        |                                                                 |
| Un comte en fuite                  |                        | 9782290339268                            | The Earl Escapes                                                       |                                                                 |
| Un cri d'amour                     |                        | 9782277216575                            | The Wild Cry of Love                                                   |                                                                 |
| Un diadème pour Tara               |                        | 9782277214823                            | The Curse of the Clan                                                  |                                                                 |
| Un dieu pour l'amour               |                        | 9782277216711                            | Flowers for the God of Love                                            |                                                                 |
| Un don du ciel                     |                        | 9782290000588                            | (It came from heaven)                                                  |                                                                 |
| Un duc à vendre                    |                        | 9782277216834                            | Dollars for the Duke                                                   |                                                                 |
| Un été indien                      |                        | 9782277224792                            | Lucky in Love                                                          |                                                                 |
| Un éternel enchantement            |                        | 9782277222309                            | The Unbreakable Spell                                                  |                                                                 |
| Un faux mariage                    |                        | 9782277211211                            | The Daring Deception                                                   |                                                                 |
| Un gentleman amoureux              |                        | 9782865521692                            | A Gentleman in Love                                                    |                                                                 |
| Un héritage embarrassant           |                        | 9782290312506                            | Hiding from the Fortune Hunters                                        |                                                                 |
| Un homme pour deux cœurs           |                        | 9782711203819                            | Broken Barriers                                                        |                                                                 |
| Un mal caché                       |                        | 9782277229049                            | The Hidden Evil                                                        |                                                                 |
| Un mari chevaleresque              |                        | 9782277221142                            | A Sword to the Heart                                                   |                                                                 |
| Un mariage dangereux               |                        | 9782290043691                            | The Dangerous Marriage                                                 |                                                                 |
| Un mariage de raison               |                        | 9782290044469                            | The Unbroken Dream                                                     |                                                                 |
| Un mariage en Écosse               |                        | 9782277227168                            | The Call of the Highlands                                              |                                                                 |
| Un mariage imprévu                 |                        | 9782277220060                            | Only Love                                                              |                                                                 |
| Un mariage improvisé               |                        | 9782277226055                            | A Marriage Made in Heaven                                              |                                                                 |
| Un mariage sans amour              |                        | 9782290047798                            | The Loveless Marriage                                                  |                                                                 |
| Un marquis en exil                 |                        | 9782290338629                            | A Caretaker of Love                                                    |                                                                 |
| Un mensonge en or                  |                        | 9782277241676                            | A Golden Lie                                                           |                                                                 |
| Un nouveau bonheur                 |                        | 9782290042694                            | A Dog, a Horse and a Heart                                             |                                                                 |
| Un océan d'amour                   |                        | 9782290037331                            | An Ocean of Love                                                       |                                                                 |
| Un paradis pour Wanda              |                        | 9782290319253                            | (They Both Found Paradise)                                             |                                                                 |
| Un paradis sur terre               |                        | 9782290351017                            | A Paradise on Earth                                                    |                                                                 |
| Un regard mélancolique             |                        | 9782290026045                            | Joined By Love                                                         |                                                                 |
| Un rêve espagnol                   |                        | 9782277227953                            | A Dream in Spain                                                       |                                                                 |
| Un rêve merveilleux                |                        | 9782277237549                            | The Wonderful Dream                                                    |                                                                 |
| Un roi amoureux                    |                        | 9782277224020                            | A King in Love                                                         |                                                                 |
| Un rossignol chantait              |                        | 9782277218982                            | A Nightingale Sang                                                     |                                                                 |
| Un séduisant chaperon              |                        | 9782290338759                            | Royal Punishment // A Royal Punishment                                 |                                                                 |
| Un si gros mensonge                |                        | 9782290044209                            | Love and Kisses                                                        |                                                                 |
| Un souhait d'amour                 |                        | 9782277217923                            | Wish for Love                                                          |                                                                 |
| Un soupirant bien encombrant       |                        | 9782290029657                            | (The way to heaven)                                                    |                                                                 |
| Un soupirant indésirable           |                        | 9782290006764                            | The Importance of Love                                                 |                                                                 |
| Un tel enchantement                |                        | 9782277232711                            | Again This Rapture                                                     |                                                                 |
| Un terrible malentendu             |                        | 9782290013700                            | The Tree of Love                                                       |                                                                 |
| Un tour du destin                  |                        | 9782277235194                            | Just Fate                                                              |                                                                 |
| Un voyage enchanteur               |                        | 9782290046043                            | A Magical Moment                                                       |                                                                 |
| Une alliance pour Ina              |                        | 9782290042687                            | Wanted - A Wedding Ring                                                |                                                                 |
| Une blonde inconnue                |                        | 9782290045824                            | The Marquis Is Deceived                                                |                                                                 |
| Une couronne pour un cœur          |                        | 9782277213727                            | The Reluctant Bride                                                    |                                                                 |
| Une douce inconnue                 |                        | 9782290348352                            | A Game of Love                                                         |                                                                 |
| Une douce tentation                |                        | 9782277226277                            | Temptation for a Teacher // Temptation of a Teacher                    |                                                                 |
| Une épouse à tout prix             |                        | 9782290310267                            | Wanted - A Bride                                                       |                                                                 |
| Une épouse particulière            |                        | 9782277221159                            | A Very Unusual Wife                                                    |                                                                 |
| Une femme trop fière               |                        | 9782277229179                            | The Complacent Wife                                                    |                                                                 |
| Une folle lune de miel             |                        | 9782277229490                            | The Incredible Honeymoon                                               |                                                                 |
| Une fuite éperdue                  |                        | 9782277231257                            | Escape from Passion                                                    |                                                                 |
| Une idylle mexicaine               |                        | 9782277236603                            | A Miracle in Mexico                                                    |                                                                 |
| Une infinie patience               |                        | 9782290043363                            | The Patient Bridegroom                                                 |                                                                 |
| Une irrésistible passion           |                        | 9782277235965                            | Heaven in Hong Kong                                                    |                                                                 |
| Une passion inattendue             |                        | 9782277218999                            | Lies for Love                                                          |                                                                 |
| Une punition royale                |                        | 9782290045015                            | A Royal Rebuke                                                         |                                                                 |
| Une ravissante gouvernante         |                        | 9782290332764                            | Love Became Theirs                                                     |                                                                 |
| Une rose pour Almira               |                        | 9782290349908                            | (A Journey to Romance)                                                 |                                                                 |
| Une si cruelle marâtre             |                        | 9782290020135                            | The Healing Hand                                                       |                                                                 |
| Une si jolie cambrioleuse          |                        | 9782290050187                            | Saved by the Duke                                                      |                                                                 |
| Une si jolie femme de chambre      |                        | 9782290303979                            | A Steeplechase for Love                                                |                                                                 |
| Une si jolie gitane                |                        | 9782277241003                            | Follow Your Heart                                                      |                                                                 |
| Une si jolie pianiste              |                        | 9782848682839                            | The Keys of Love                                                       |                                                                 |
| Une soeur si lointaine             |                        | 9782290020197                            | (The Wonder of Love)                                                   |                                                                 |
| Une source de bonheur              |                        | 9782277219415                            | Lost Laughter                                                          |                                                                 |
| Une terrible marâtre               |                        | 9782290001899                            | Love at the Tower                                                      |                                                                 |
| Une trop jolie Écossaise           |                        | 9782290024676                            | (Where is She Hiding?)                                                 |                                                                 |
| Une trop jolie gouvernante         |                        | 9782277118046                            | Lessons in Love                                                        |                                                                 |
| Vanda à la recherche de l'amour    |                        | 9782290343050                            | In Search of Love                                                      |                                                                 |
| Vanessa retrouvée                  |                        | 9782277213857                            | A Frame of Dreams                                                      |                                                                 |
| Vivre avec toi                     |                        | 9782290022795                            | To Heaven with Love                                                    |                                                                 |